# Benedict Biscop
Benedict Biscop Baducing (* 628; † 690) war ein englischer Mönch aus Northumbria, der sich der Regula Benedicti verpflichtet fühlte, insgesamt fünfmal nach Rom reiste, zwei Klöster gründete und wesentlich die Vorläufer des Benediktinertums in England beeinflusste.

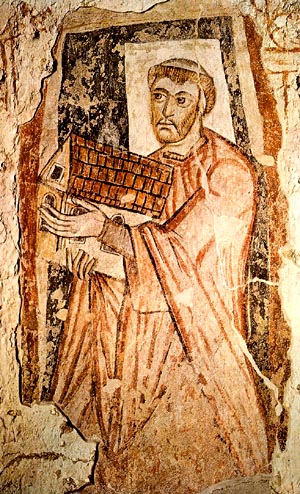

## Leben
Biscop gehörte in seinen jungen Jahren dem Gefolge von König Oswiu an. Später hatte er die Gelegenheit, zusammen mit Wilfrid von Lindisfarne nach Rom zu reisen. Im Anschluss daran lebte er von 665 bis 667 als Mönch in der Benediktinerabtei Lérins auf der Insel Saint-Honorat nahe Cannes. Hier, so vermutet Knowles, nahm er den Namen Benedict an.
Danach kehrte Biscop nach Rom zurück und reiste im Auftrag von Papst Vitalian zusammen mit Theodor von Tarsus, dem künftigen Erzbischof von Canterbury, wieder zurück nach England, wo er im Jahre 669 für zwei Jahre das Amt des Abts von St. Peter und Paul in Canterbury übernahm.
Nach der Ankunft des Neapolitaners Hadrian, der ihn als Abt ablöste, reiste Biscop ein drittes Mal nach Rom, wonach er in seine Heimat in Northumbria zurückkehrte und dort dank der Landschenkung von König Ecgfrith, Oswius Sohn, die Benediktinerabtei Monkwearmouth (674) und das zugehörige Priorat Jarrow (681) mit Ceolfrid als Prior gründen konnte. Zu Beginn hatte jedes der beiden Klöster etwa 22 Mönche und eine Schule für Knaben. In die Schule von Monkwearmouth trat später Beda als siebenjähriger Junge zu einer Zeit ein, als er noch Biscop als Abt kennenlernen konnte.
Benedikts Regel sieht im Kapitel 64 vor, dass Äbte aus der Gemeinschaft der Mönche gewählt werden. In Biscops Zeiten war es jedoch schon seit längerer Zeit üblich, dass das Recht, den Abt zu ernennen, von dem zuständigen Diözesanbischof oder dem Stifter des Klosters beansprucht wurde. Entsprechend ist es bemerkenswert, dass es Biscop gelang, für seine beiden Gründungen ein päpstliches Privileg zu erhalten, das beiden Klöstern das Recht auf freie Wahl des Abtes bzw. des Priors zusicherte. In seiner letzten Ansprache an seine Mönche betonte er, wie wichtig es sei, dieses Recht auch in Zukunft zu verteidigen.